# پیندانی

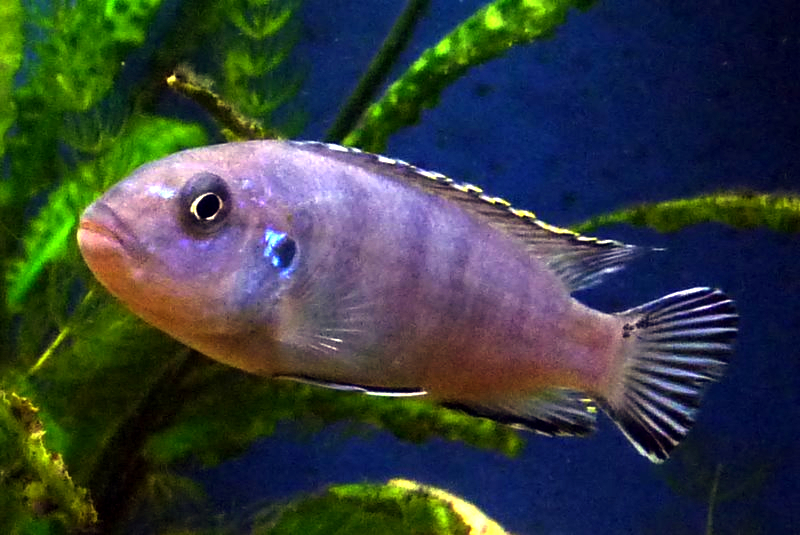
پیندانی ماده

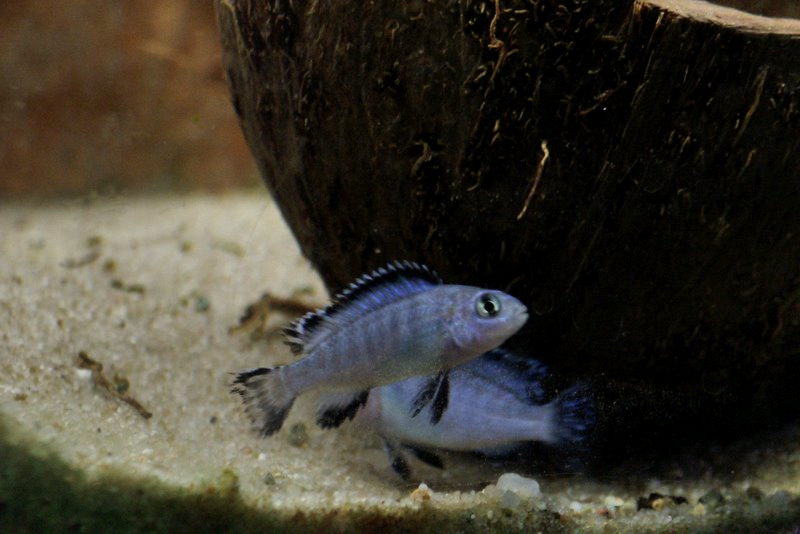
دعوای بچه‌ماهی‌ها

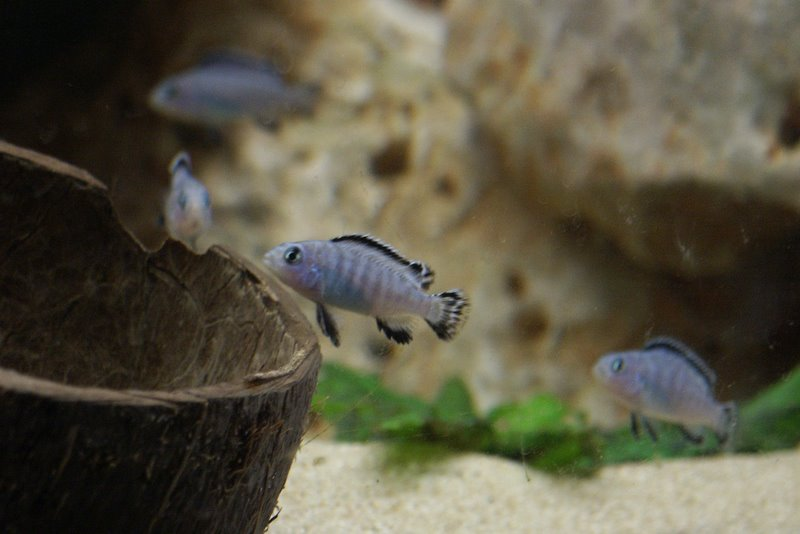
بچه‌ماهی‌ها

پیندانی (نام علمی: Pseudotropheus socolofi) گونه‌ای سیکلید و بومی دریاچه مالاوی آفریقاست که مناطقی با بسترهای شنی و مجاورت صخره‌ها را برای زندگی ترجیح می‌دهد. جنس نر قلمرو طلب است. طول این گونه می‌تواند به ۶٫۷ سانتیمتر (۲٫۶ اینچ) SL برسد. این گونه یکی از گونه‌های سیچلاید طرفدار داشته و در آکواریوم نگهداری می‌شود. این ماهی به افتخار تاجر ماهی آکواریومی راس سوکلوف (۱۹۲۵–۲۰۰۹) نام گذاری شده است.